# Harry Kurnitz
 (septembre 2024).
Si vous disposez d'ouvrages ou d'articles de référence ou si vous connaissez des sites web de qualité traitant du thème abordé ici, merci de compléter l'article en donnant les références utiles à sa vérifiabilité et en les liant à la section « Notes et références ».
Harry Kurnitz, né le 5 janvier 1908 à New York dans l'État de New York et mort le 18 mars 1968 à Los Angeles en Californie, est un scénariste, producteur, dramaturge et romancier américain, principalement connu pour son activité cinématographique, puis pour son travail de dramaturge et de romancier.
Comme écrivain, il a utilisé le pseudonyme de Marco Page à ses débuts, puis a repris son patronyme.

## Biographie
Né à New York, Harry Kurnitz fréquente l'université de Pennsylvanie où il étudie le journalisme. Diplômé, il amorce une carrière de reporter pour le The Philadelphia Record (en) et couvre notamment le début de la Grande Dépression des années 1930.
Il publie un premier roman intitulé Fast Company en 1937, sous le pseudonyme de Marco Page, qui narre l'histoire d'une couple de chasseurs de livres rares tentant de résoudre une affaire de meurtre. Les droits du livre sont achetés par la Metro-Goldwyn-Mayer qui embauche Kurnitz pour travailler sur l'adaptation du roman qui devient, au cinéma, Règlement de comptes réalisé par Edward Buzzell.
Kurnitz s'installe alors à Hollywood et devient scénariste pour le cinéma et la télévision. Particulièrement prolifique, il participe à l'écriture de nombreux scénarios au cours des années 1940 et 1950, travaillant pour de nombreux réalisateurs réputés comme Edward Buzzell, W. S. Van Dyke, Busby Berkeley, Richard Thorpe, Howard Hawks, William Wyler ou encore Stanley Donen. Polyvalent, il jongle entre l'écriture d'histoires originales et l'adaptation de romans, nouvelles et pièces de théâtre.
Il a ainsi collaboré avec W. S. Van Dyke sur le film Rendez-vous avec la mort, quatrième titre de la série Thin Man, inspiré du roman L'Introuvable de Dashiell Hammett, puis sur le cinquième titre de la sérié intitulé L'introuvable rentre chez lui, réalisé par Richard Thorpe. Il adapte le livre See Here, Private Hargrove du journaliste américain Marion Hargrove (en) pour le film du même nom réalisé par Wesley Ruggles. Son travail sur What Next, Corporal Hargrove? de Richard Thorpe, suite du film de Ruggles, lui vaut une nomination à l'Oscar du meilleur scénario original en 1946.
Il adapte la pièce de théâtre Le Revizor de Nicolas Gogol pour Henry Koster qui tourne le film Vive monsieur le maire en 1949. Il écrit le scénario de La Valse de Monte-Carlo pour Lewis Milestone, inspiré de la vie de la soprano australienne Nellie Melba. Il transpose la pièce de théâtre Goodbye Charlie de George Axelrod au cinéma pour Vincente Minnelli qui réalise Au revoir, Charlie. Comment voler un million de dollars de William Wyler lui est inspiré par la nouvelle Venus Rising de l'écrivain George Bradshaw (en).
Encarté au parti communiste, il est contraint pendant le maccarthysme de s'exiler quelques années en Europe avant de revenir aux États-Unis.
Il a également exercé une petite carrière de dramaturge et de romancier et a souvent mêlé ses diverses activités. Ainsi, la pièce de théâtre Once More, With Feeling devient le film Chérie recommençons de Stanley Donen et il adapte pour la scène son roman Reclining Figure sous le même nom avant d'utiliser le même récit pour la télévision.
Il a aussi adapté pour Broadway la pièce de théâtre L'Idiote de Marcel Achard en 1960, qui a inspiré Blake Edwards et William Peter Blatty pour le film Quand l'inspecteur s'emmêle de la série La Panthère rose. La comédie musicale The Girl Who Came to Supper (en), écrite avec Noël Coward en 1963, est fondée sur la pièce de théâtre The Sleeping Price (en) de Terence Rattigan.
Kurnitz meurt à Los Angeles en 1968 d'une crise cardiaque.

## Postérité
Son œuvre continue d'être utilisée à titre posthume. Ainsi le film Témoin à charge, réalisé par Billy Wilder sur un scénario écrit en partie par l'auteur, devient le téléfilm Witness for Prosecution réalisé par Alan Gibson en 1982, ou encore Au revoir, Charlie, le film de Vincente Minnelli, devient le téléfilm Goobye Charlie de Charlotte Brown en 1985.

## Filmographie

### Comme scénariste

#### Au cinéma
- 1938 : Règlement de comptes (Fast Company) d'Edward Buzzell
- 1939 : Mon mari conduit l'enquête (Fast and Loose) d'Edwin L. Marin
- 1939 : Mon mari court encore (Fast and Furious) de Busby Berkeley
- 1940 : Monsieur Wilson perd la tête (I Love You Again) de W. S. Van Dyke
- 1941 : L'Ombre de l'Introuvable (Shadow of the Thin Man) de W. S. Van Dyke
- 1942 : Croisière mouvementée (Ship Ahoy) d'Edward Buzzell
- 1942 : Pacific Rendezvous de George Sidney
- 1943 : They Got Me Covered de David Butler
- 1944 : Le Corps céleste (The Heavenly Body) d'Alexander Hall
- 1944 : See Here, Private Hargrove de Wesley Ruggles
- 1945 : L'introuvable rentre chez lui (The Thin Man Goes Home) de Richard Thorpe
- 1945 : What Next, Corporal Hargrove? de Richard Thorpe Nommé à l'Oscar du meilleur scénario original 1946.
- 1947 : Chansons dans le vent (en) (Something in the Wind) d'Irving Pichel
- 1947 : Le Traquenard (The Web) de Michael Gordon
- 1948 : Un caprice de Vénus (One Touch of Venus) de William A. Seiter
- 1948 : Les Aventures de Don Juan (The Adventures of Don Juan) de Vincent Sherman
- 1949 : L'Extravagant M. Philips (A Kiss in the Dark) de Delmer Daves
- 1949 : Vive monsieur le maire (The Inspector General) d'Henry Koster
- 1949 : Il y a de l'amour dans l'air (My Dream Is Yours) de Michael Curtiz et Friz Freleng
- 1950 : Ce sacré bébé (en) (Pretty Baby) de Bretaigne Windust
- 1951 : Enchantement musical (Of Men and Music) d'Alexander Hammid et Irving Reis (documentaire)
- 1953 : Le Grand Imprésario (en) (Tonight We Sing) de Mitchell Leisen
- 1953 : L'Homme de Berlin (The Man Between) de Carol Reed
- 1953 : La Valse de Monte-Carlo (Melba) de Lewis Milestone
- 1954 : La Loterie de l'amour (ou L'Amour en loterie) (The Love Lottery) de Charles Crichton
- 1955 : La Terre des pharaons (Land of the Pharaohs) d'Howard Hawks
- 1957 : Témoin à charge (Witness for Prosecution) de Billy Wilder
- 1957 : La Route joyeuse (The Happy Road) de Gene Kelly
- 1960 : Chérie recommençons (Once More, with Feeling!) de Stanley Donen
- 1960 : Un cadeau pour le patron (Surprise Package) de Stanley Donen
- 1962 : Hatari ! d'Howard Hawks
- 1964 : Quand l'inspecteur s'emmêle (A Shot in the Dark) de Blake Edwards
- 1964 : Au revoir, Charlie (Goodbye Charlie) de Vincente Minnelli
- 1966 : Comment voler un million de dollars (How to steal a Million) de William Wyler

#### À la télévision
- 1955 : Lux Video Theatre (en) (série télévisée) - Saison 6, épisode 10 : The Web
- 1957 : Robert Montgomery Presents (en) (série télévisée) - Saison 8, épisode 25 : The Reclining Figure
- 1957 : Dick and the Duchess (en) (série télévisée) – Saison 1, épisode 1 : The Broach
- 1957 : Conflict (en) (série télévisée) – Saison 1, épisode 9 : Gilr on the Subway
- 1982 : Témoin à charge (Witness for the Prosecution) d'Alan Gibson, remake de Témoin à charge
- 1985 : Goobye Charlie de Charlotte Brown, remake de Au revoir, Charlie

### Comme producteur
- 1942 : Pacific Rendezvous de George Sidney
- 1949 : The Lady takes a Sailor de Michael Curtiz
- 1949 : L'Extravagant M. Phillips (A Kiss in the Dark) de Delmer Daves
- 1950 : Pretty Baby de Bretaigne Windust

## Publications

### Romans
Auteur de quatre romans, Kurnitz connaît trois traductions en français, l'une en 1956 sous son propre nom, les autres, sous pseudonyme, en 1948 et en 1950.
- Sous le pseudonyme de Marco Page
  - Fast Company (1937) Publié en français sous le titre Viens, ô douce mort..., Paris, Morgan, Série rouge no 15, 1948
  - The Shadowy Third (1946) Publié en français sous le titre Deux mesures pour rien, Paris, Nicholson & Watson, La Tour de Londres no 49, 1950
  - Reclining Figure (1952) — non traduit en français
- Sous le nom de Harry Kurnitz
  - Invasion of Privacy (1955) Publié en français sous le titre Entrez sans frapper, Paris, Presses de la Cité, Un mystère no 282, 1956

### Pièces de théâtre
- Reclining Figure (1954)
- Once More, With Feeling (1958)
- A Shot in the Dark (1961) (d'après L'Idiote de Marcel Achard)
- The Girl Who Came to Supper (en) (1963) (d'après The Sleeping Price (en) de Terence Rattigan)

### Comme auteur adapté au théâtre
- 1959 : La Collection Dressen, adaptation Marc-Gilbert Sauvajon, mise en scène Jean Wall, joué notamment dans l'émission Au théâtre ce soir en 1971